# Falsallophyton gardneri
Falsallophyton gardneri là một loài bọ cánh cứng trong họ Cerambycidae.